# Волков, Василий Николаевич (Герой Социалистического Труда)
Василий Николаевич Волков — советский хозяйственный деятель, Герой Социалистического Труда.

## Биография
Родился в 1930 году в деревне Алешево. Член КПСС.
В 1950—1990 — механизатор колхоза «Большевистская весна»/имени Жигунова Ржевского района Калининской области.
Указом Президиума Верховного Совета СССР от 23 июня 1966 года присвоено звание Героя Социалистического Труда с вручением ордена Ленина и золотой медали «Серп и Молот».
Делегат XXIV съезда КПСС.
Умер в 1998 году в Ржевском районе Тверской области.
В 2014 году в деревне Медведево Ржевского района на здании школы в честь Героя установлена мемориальная доска.

## Награды и звания
- Герой Социалистического Труда (23.06.1966)
- Орден Ленина (23.06.1966)